# Narciso Vázquez Torres
Narciso Vázquez Torres (Llera, 22 de mayo de 1875-Dun-sur-Meuse, 9 de octubre de 1952) fue un médico odontólogo y político socialista español.

## Biografía
Hijo de un reputado médico, Narciso Vázquez Lemus, estudió Medicina, graduándose después en odontología en la Universidad Central de Madrid. Como su padre, fue un activo republicano, estuvo implicado en la actividad política de Extremadura, donde desarrolló una intensa labor en la creación de las agrupaciones locales socialistas, singularmente la de Badajoz. Dentro del Partido Socialista Obrero Español (PSOE) fue delegado por Badajoz y, en ocasiones, de otras localidades y sociedades obreras extremeñas, en los Congresos de 1918, 1919, 1927 y 1928. Muy activo también en la Unión General de Trabajadores (UGT), participó en los Congresos de 1920 y 1927 en representación de federaciones y sociedades obreras extremeñas.
Durante la Restauración, participó como candidato del PSOE, sin resultar elegido, en las elecciones generales de 1918, 1919, 1920 y 1923, por el distrito electoral de Zafra-Fuente de Cantos, siendo miembro del Comité Nacional (actual Comité Federal) del PSOE por Extremadura desde 1919 hasta la caída de la monarquía alfonsina.
Tras la proclamación de la Segunda República, fue elegido concejal del ayuntamiento de Badajoz, y de 1931 a 1934, y de febrero a agosto de 1936, presidente de la Diputación de Badajoz. En las elecciones generales de 1931 fue elegido diputado por la circunscripción electoral de Badajoz, no siendo reelegido en las de 1933 que se presentó por la circunscripción de Ciudad Real. En abril de 1936 fue elegido compromisario para la elección del presidente de la República, también por Badajoz. En este período republicano permaneció en el comité nacional del PSOE hasta 1938, siéndolo también del de UGT entre 1931 y 1932.
Poco más de un mes después del golpe de Estado de julio de 1936 que dio lugar a la Guerra Civil, fue detenido por las tropas sublevadas que lo dejaron en libertad días después, ocasión que aprovechó para huir a Portugal y desde allí, a Francia en barco. Otra versión, dada por allegados, señala que Narciso Vázquez había salido de Badajoz dos días antes de que llegasen las tropas. En cualquier caso, se estableció en Francia, y en Burdeos estuvo a cargo de una de las tantas colonias infantiles de niños españoles refugiados de la guerra en la isla de Oleron. Después marchó a Barcelona, controlada por el gobierno republicano. Al terminar la guerra se exilió en Francia, donde fue miembro de la dirección provisional del PSOE entre 1944 y 1945 y miembro destacado de la Junta de Auxilio a los Republicanos Españoles (JARE)